# Арифат
Арифа́т (фр. и окс. Arifat) — коммуна во Франции, находится в регионе Юг — Пиренеи. Департамент — Тарн. Входит в состав кантона От-Даду. Округ коммуны — Кастр.
Код INSEE коммуны — 81017.

## География

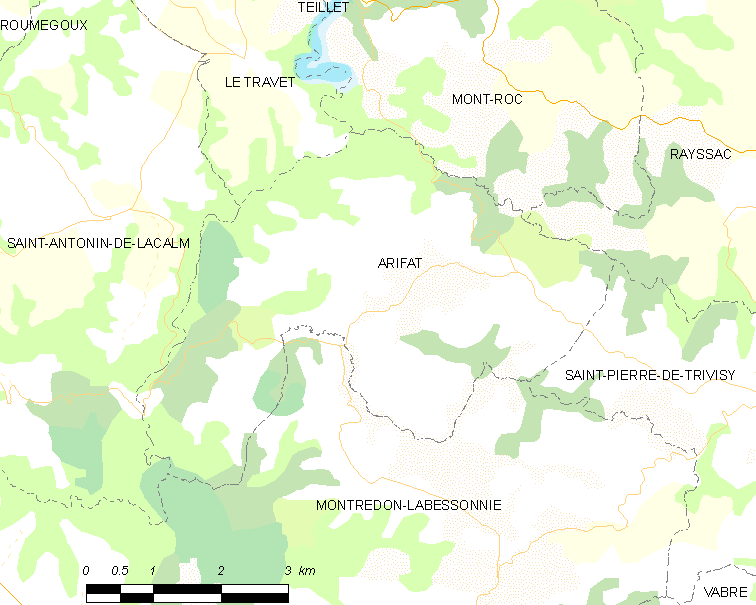
Карта коммуны

Коммуна расположена приблизительно в 570 км к югу от Парижа, в 80 км восточнее Тулузы, в 24 км к юго-востоку от Альби.
На западе коммуны протекает река Даду.

## Климат
Климат умеренно-океанический. Зима мягкая и дождливая, лето жаркое с частыми грозами. Ветры довольно редки.

## Население
Население коммуны на 2010 год составляло 156 человек.
| 1962 | 1968 | 1975 | 1982 | 1990 | 1999 | 2010 |
| ---- | ---- | ---- | ---- | ---- | ---- | ---- |
| 248  | 215  | 195  | 201  | 171  | 162  | 156  |

## Экономика
В 2007 году среди 109 человек в трудоспособном возрасте (15—64 лет) 61 были экономически активными, 48 — неактивными (показатель активности — 56,0 %, в 1999 году было 64,4 %). Из 61 активных работали 56 человек (35 мужчин и 21 женщина), безработных было 5 (2 мужчин и 3 женщины). Среди 48 неактивных 17 человек были учениками или студентами, 16 — пенсионерами, 15 были неактивными по другим причинам.

## Фотогалерея

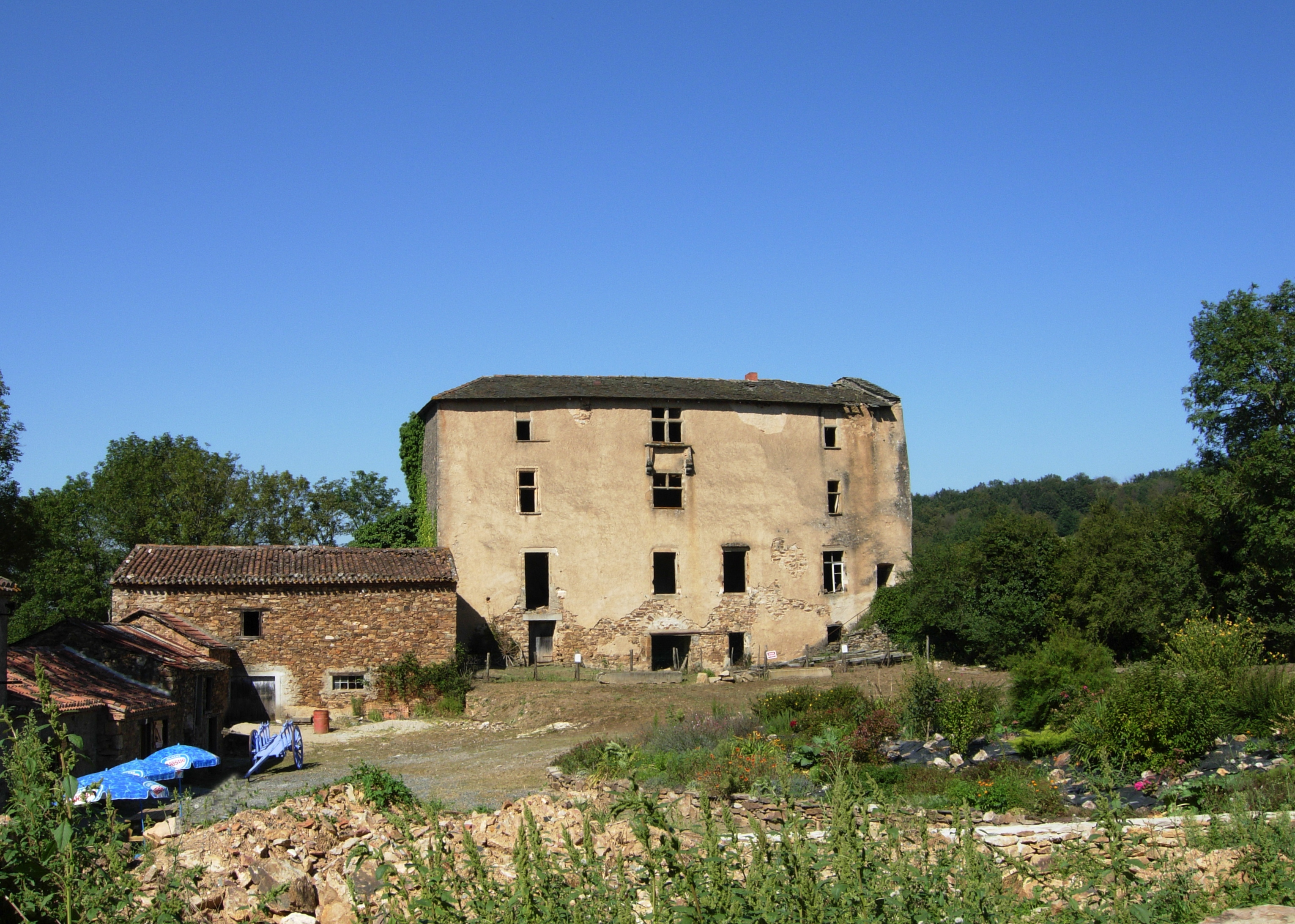
Замок Арифат
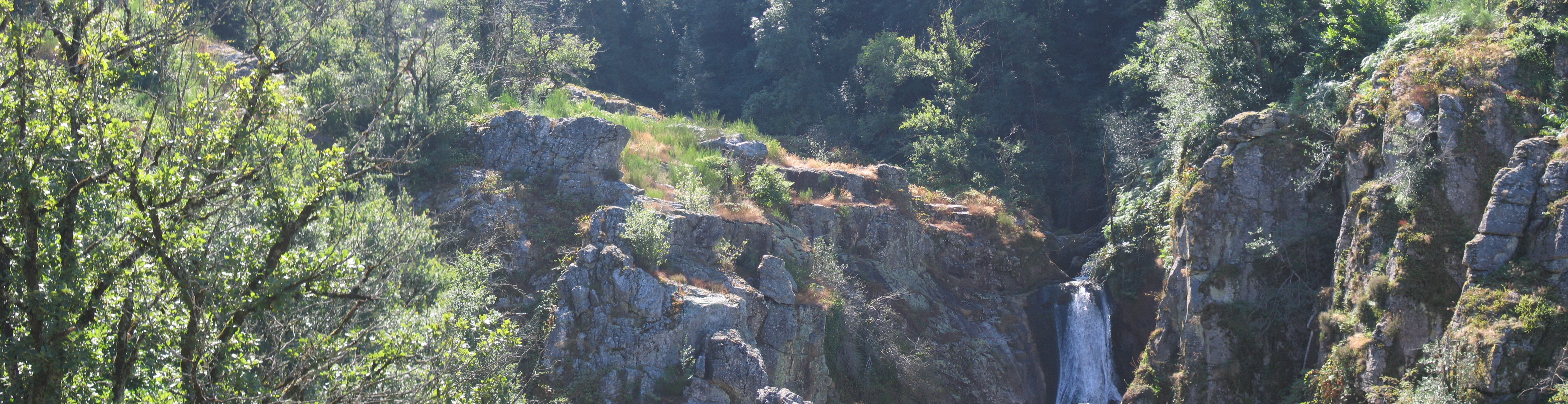
Водопад
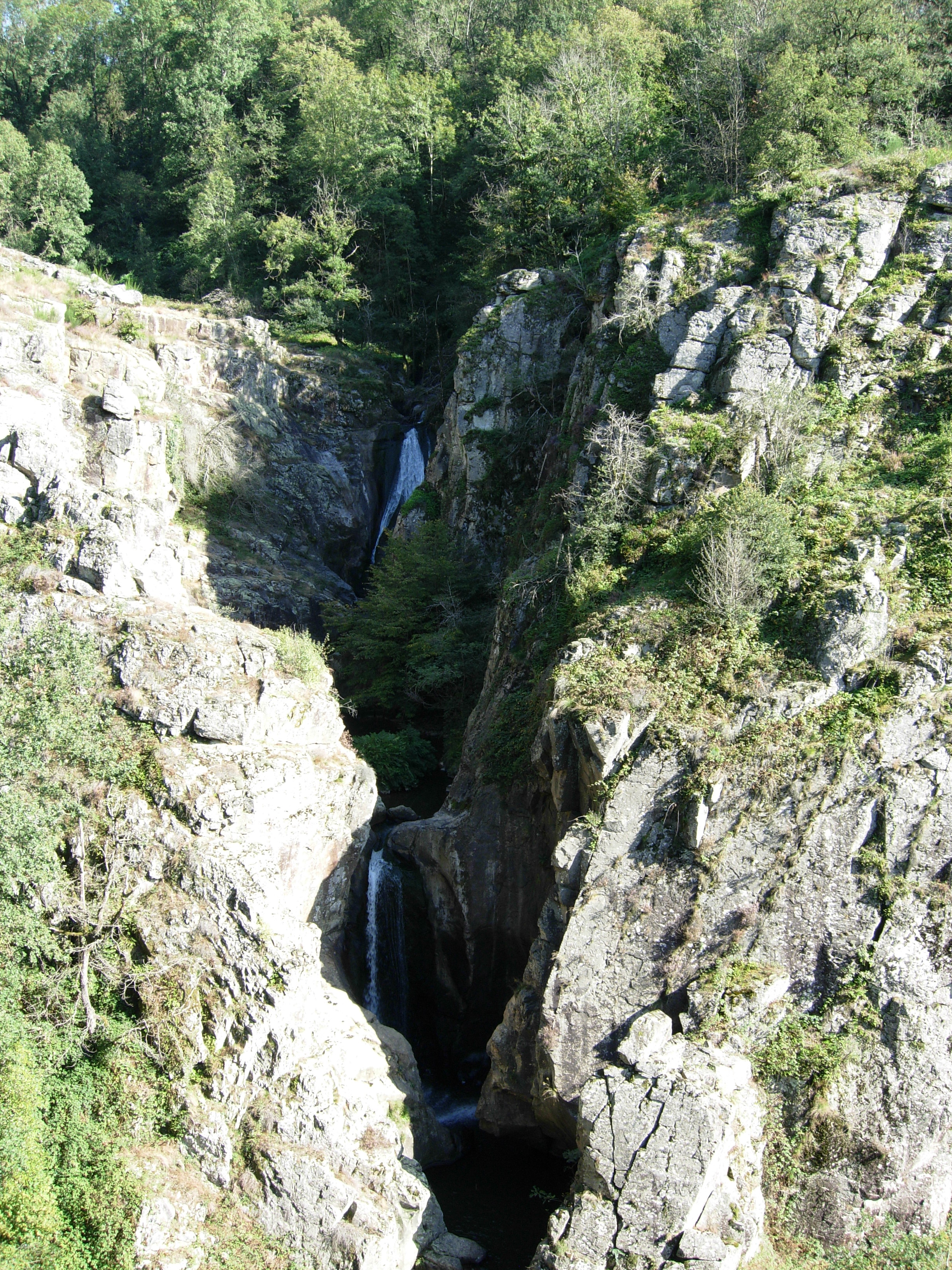
Водопад